# Gare de l'aéroport de Londres-Southend
La gare de l'aéroport de Londres-Southend (en anglais : London Southend Airport Railway Station) est une gare ferroviaire du Royaume-Uni de la Shenfield–Southend line (en). Elle est située à l'Aéroport de Londres-Southend sur le territoire de la ville Southend-on-Sea, dans le comté de l'Essex.

## Service des voyageurs

### Desserte

Installations et desserte
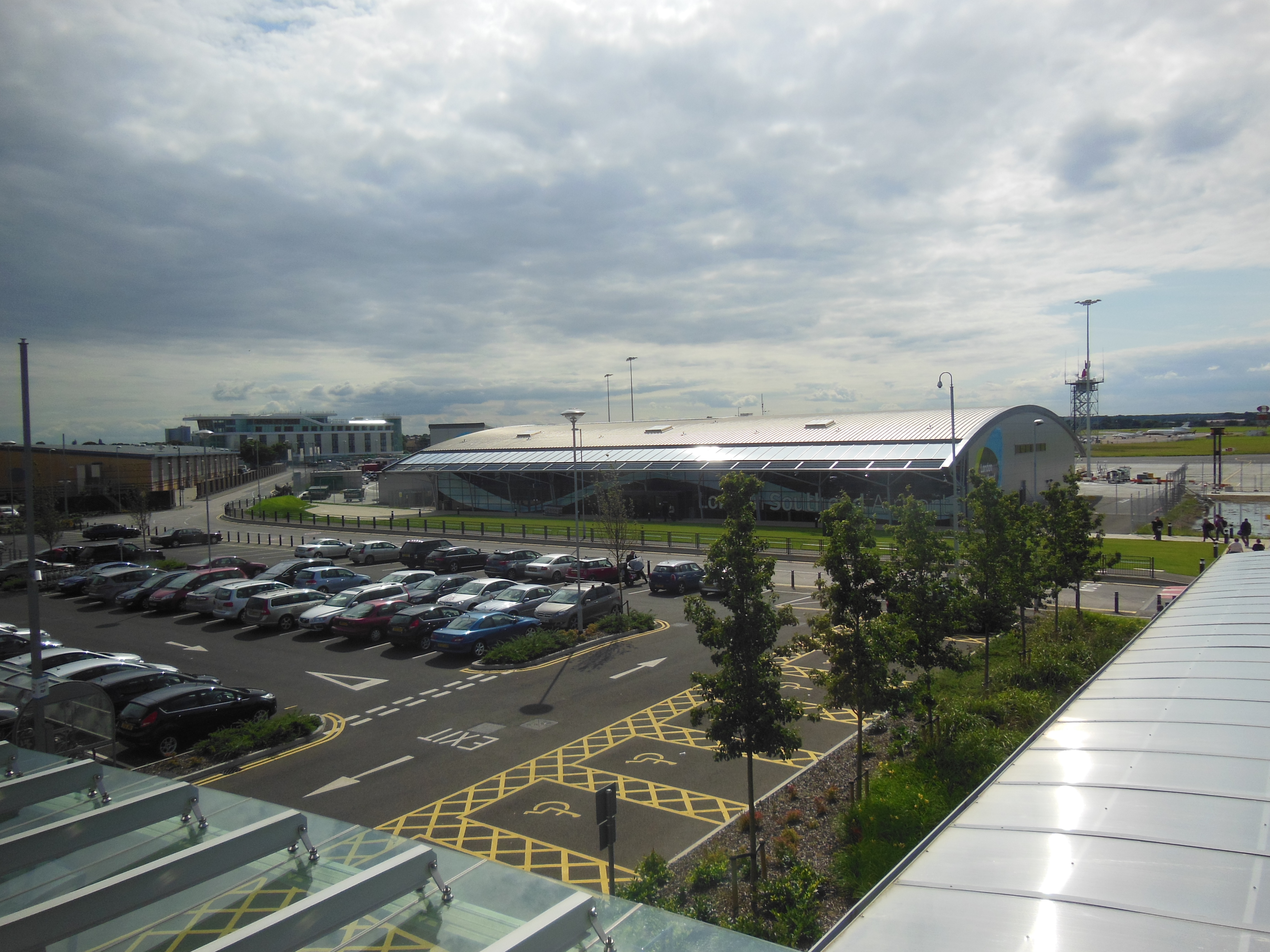
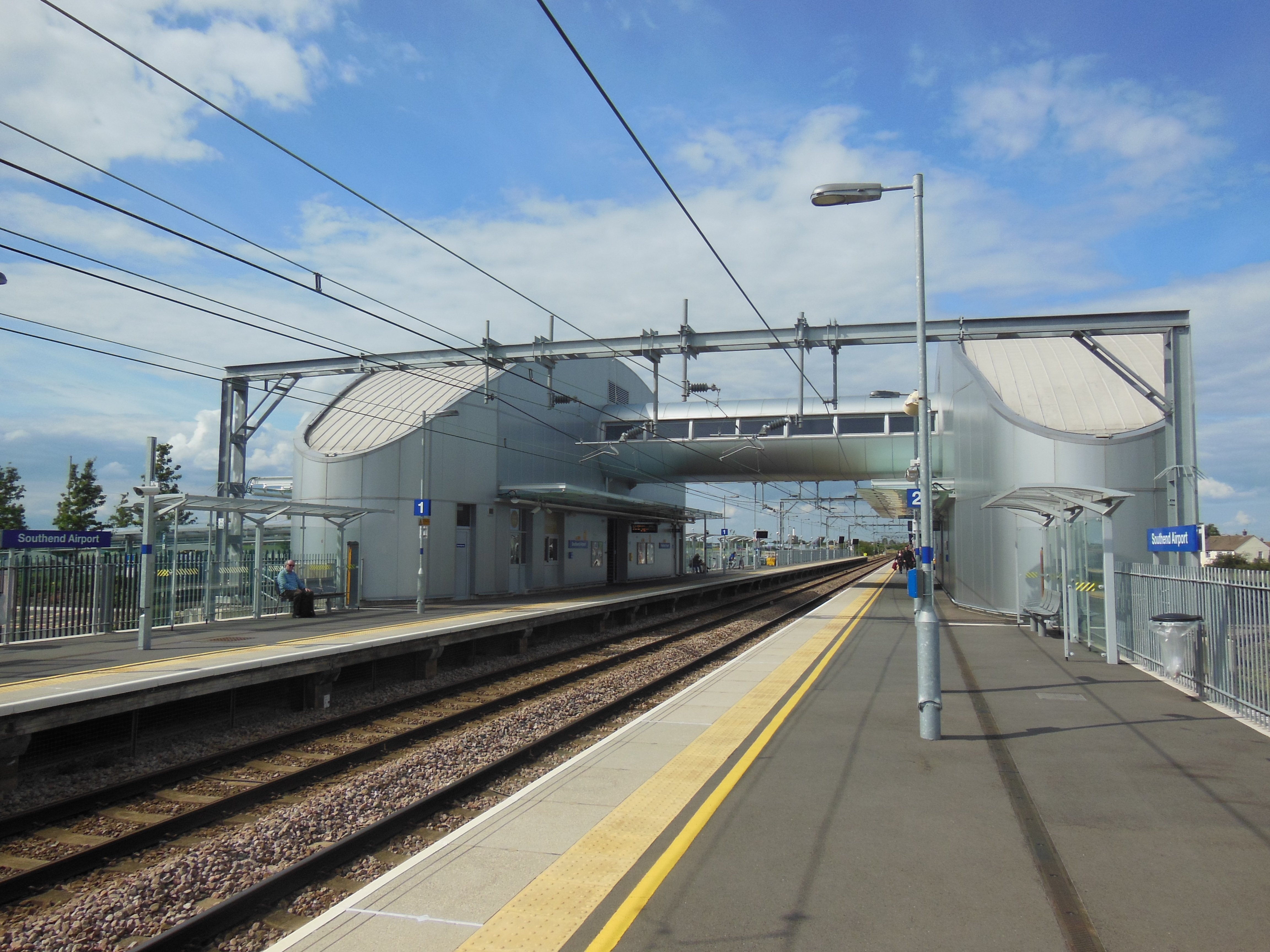
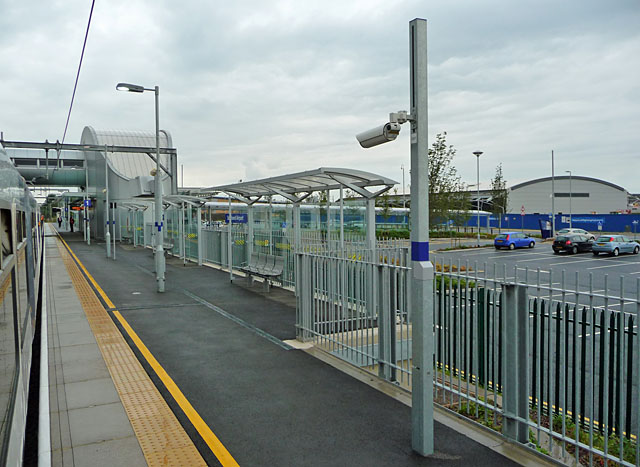